# Badia de Melville
La badia de Melville (en anglès, Melville Bay; en groenlandès Qimusseriarsuaq) és una badia que es troba a la costa nord-occidental de Groenlàndia, oberta al sud-oest a les aigües de la badia de Baffin.

## Història

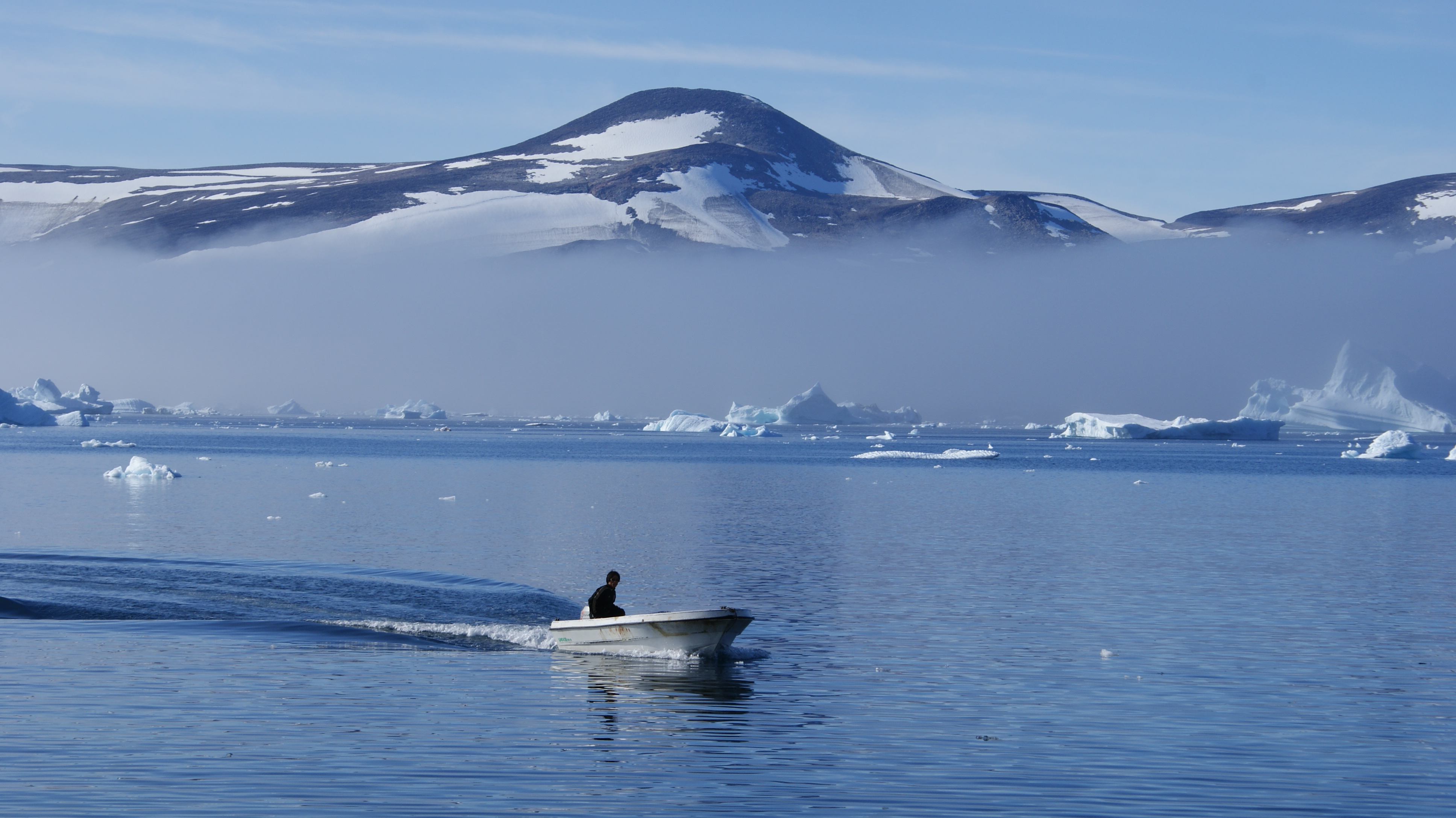
Una barca inuit al sud de l'illa de Melville. Boira matinal i glaceres al fons.

L'abril de 1818, en la seva primera expedició a l'Àrtida, John Ross, al comandament del HMS Isabelle, i William Edward Parry, al comandament del HMS Alexander, van penetrar a la badia de Baffin i van procedir al reconeixement complet de les seves costes. A l'agost van arribar a l'estret de Lancaster i van seguir cap al nord, delimitant la badia de Melville, en la part més septentrional, fins a aquell moment desconeguda per l'Almirallat.